# François-Pierre-Ange Mauduyt
François-Pierre-Ange Mauduyt, né le 22 mars 1760 à La Grande-Paroisse et mort le 4 juillet 1835 à Paris, est un homme politique français.

## Biographie
Fils de François-Pierre Mauduyt, écuyer, sieur de Travers, bourgeois de Paris, conseiller du roi, contrôleur ordinaire des guerres, et de Marie-Caroline David, il était homme de loi avant la Révolution et maire de La Grande-Paroisse. Partisan des idées nouvelles, il fut élu, le 6 septembre 1792, membre de la Convention par le département de Seine-et-Marne, le 1er sur 11. 
Il vota généralement avec la Montagne, notamment « pour la mort » dans le procès du roi. Il refusa, après la session, d'entrer au Conseil des Cinq-Cents, et remplit les fonctions de commissaire du Directoire près l'administration de son canton jusqu'en l'an VII. 
Rentré dans la vie privée sous l'Empire, bien qu'ayant perdu toute sa fortune en 1812, il accepta, aux Cent-Jours, le poste de sous-préfet à Parthenay (18 juin 1815). Révoqué le 17 juillet suivant, au retour de Gand, il fut frappé par la loi du 12 janvier 1816 contre les régicides, et se réfugia à Constance où sa femme le rejoignit en juin 1818. 
Atteint d'une hernie inguinale du côté gauche, il demanda à rentrer en France le 7 juillet 1817 pour se faire opérer avec plus de sécurité, sa demande fut accueillie, et il revint à Paris, où il vécut désormais dans la retraite.

## Sources
- « François-Pierre-Ange Mauduyt », dans Adolphe Robert et Gaston Cougny, Dictionnaire des parlementaires français, Edgar Bourloton, 1889-1891 [détail de l’édition]